# Louis Mandylor
Pour les articles homonymes, voir Mandylor.
Louis Mandylor, né le 13 septembre 1966 à Melbourne (Australie) est un acteur, réalisateur, scénariste et producteur de cinéma australien.

## Biographie
Louis Mandylor est né le 13 septembre 1966 à Melbourne (Australie).
Ses parents sont Yannis et Louise Theodosopoulos. Il a un frère Costas Mandylor, également acteur.

### Vie privée
Il est marié à Kristina Petrova.

## Filmographie

### Cinéma

#### Longs métrages

##### Années 1990
- 1991 : L'Équipe des casse-gueule (Necessary Roughness) de Stan Dragoti : McKenzie
- 1993 : Hartley (The Heartbreak Kid) : Eleni
- 1995 : Life 101 de Redge Mahaffey : Donnie
- 1996 : Le Grand tournoi (The Quest) de Jean-Claude Van Damme : Riggi
- 1997 : Criminal Affairs de Jeremiah Cullinane : Clint Barker
- 1997 : Champions de Peter Gathings Bunche : William Rockman
- 1998 : Le Prince de Sicile (Mafia!) de Jim Abrahams : Vincenzo
- 1998 : Renegade Force de Martin Kunert : Peter Roth
- 1999 : Suckers de Roger Nygard : Bobby Deluca
- 1999 : Jack of Hearts de Serge Rodnunsky : Jack Newland
- 1999 : Enemy Action de Brian Katkin : Price

##### Années 2000
- 2000 : Le Prix de la gloire (Price of Glory) de Carlos Avila : Davey Lane
- 2000 : Warm Texas Rain de Daniel Rogosin : Angel
- 2001 : Double Deception de Daniel Rogosin : Luke Campbell
- 2002 : Angel Blade de David Heavener : Kiel Parsons
- 2002 : Mariage à la grecque (My Big Fat Greek Wedding) de Joel Zwick : Nick Portokalos
- 2002 : Hitters d'Eric Weston : Détective Monroy
- 2003 : Trahisons (Betrayal) de Mark L. Lester : Frank Bianci
- 2003 : White Rush de Mark L. Lester : Chick
- 2003 : Gang of Roses de Jean-Claude La Marre : Sheriff Shoeshine Michel
- 2005 : Le Match de leur vie (The Game of Their Lives) de David Anspaugh : Gino Pariani
- 2007 : Take de Charles Oliver : Terrell
- 2007 : Redline d'Andy Cheng : Le trafiquant d'armes
- 2007 : Saturday Morning de Rob Greenberg : Frankie Cicotelli
- 2008 : The Drum Beats Twice de Ken Del Vecchio : Leroy
- 2008 : The Sensei de Diana Lee Inosanto : Mark Corey
- 2009 : Engrenage mortel (Wrong Turn at Tahoe) de Franck Khalfoun : Stephen
- 2009 : Des serpents à bord (Silent Venom) de Fred Olen Ray : Jake Goldin
- 2009 : In the Eyes of a Killer de lui-même : Jack
- 2009 : No Time to Fear de Michael Korbic et Dianna Renée : Dr Sheridan

##### Années 2010
- 2010 : Bad Cop (Sinners and Saints) de William Kaufman : Cole
- 2010 : The Cursed de Joel Bender : Lloyd Muldoon
- 2010 : The Prometheus Project de Sean Tretta : Marcus
- 2010 : Bare Knuckles d'Eric Etebari : Nedish
- 2010 : Gerald de Marc Clebanoff : Gerald
- 2011 : Life at the Resort de Jeff Sable et Zander Villayne : Todd Harvey
- 2011 : Not Another Not Another Movie de David Murphy : Un homme de la NASA
- 2012 : Shoot the Killer (One in the Chamber) de William Kaufman : Demyan Ivanov
- 2012 : A Green Story de Nika Agiashvili : Peter
- 2012 : Sorority Party Massacre de Chris W. Freeman et Justin Jones : Maire Bud Carson
- 2013 : The Perfect Summer de Gary Wheeler : Marcos
- 2013 : 616: Paranormal Incident de David Chirchirillo : Ness
- 2014 : 20 Feet Below: The Darkness Descending de Marc Clebanoff : Lockeheed
- 2014 : Tension(s) de Vincent Lecrocq : Jake Lamar
- 2014 : Legacy of the Tengu de Mark Steven Grove, Michael Bird et Quentin Holleman : Carson
- 2014 : Then There Was de lui-même : Le père
- 2014 : In 10 Easy Steps d'Artie Kalogeropoulos et Michael Schiavello : Détective Maurice Roper
- 2015 : Mad Dog (AWOL-72) de Christian Sesma : Ray
- 2015 : The Mourning de Marc Clebanoff : David
- 2015 : Adventures of a Pizza Guy de Jason Wan Lim : Jack Puncher
- 2016 : Mariage à la grecque 2 (My Big Fat Greek Wedding 2) : Nick Portokalos
- 2016 : Code of Honor de Michael Winnick : Inspecteur James Peterson[3]
- 2016 : Beyond the Game d'Erken Ialgashev : Carlo
- 2016 : Daylight's End de William Kaufman : Ethan
- 2016 : The Sex Trip d'Anthony G. Cohen : Steve Burns
- 2016 : Hotel of the Damned de Bobby Barbacioru : Nicky
- 2016 : The Demo de Craig J. Williams : David Sanders
- 2017 : The Matadors de George Pan Andreas : Oncle Peter
- 2017 : La cage (Larceny) de R. Ellis Frazier : Sénateur Tom Pumple
- 2017 : California Dreaming de Brandon Slagle : Agent Csokas
- 2017 : Spreading Darkness de Josh Eisenstadt : Byron Fresnel
- 2017 : The Intruders de Gregori J. Martin : Mark
- 2018 : Battle Drone de Mitch Gould : Vincent Reikker
- 2018 : The Debt Collector de Jesse V. Johnson : Sue
- 2018 : Blindsided de lui-même : Jack
- 2018 : Astro d'Asif Akbar : Viktor Khol
- 2018 : Dirty Dead Con Men de Marie-Grete Heinemann : Agent Daniels
- 2019 : Rambo: Last Blood d'Adrian Grunberg : Le shérif
- 2019 : Doom: Annihilation de Tony Giglio : Chaplain Glover
- 2019 : Avengement de Jesse V. Johnson : Détective O'Hara
- 2019 : The Brave (Lazarat) de William Kaufman : Rei
- 2019 : Night Walk d'Aziz Tazi : Un gardien de prison
- 2019 : The Mercenary de Jesse V. Johnson : LeClerc

##### Années 2020
- 2020 : The Doorman de Ryûhei Kitamura : Martinez
- 2020 : L'héritage (Legacy) d'Ellis Frazier :  Franck
- 2020 : The Debt Collector 2 (Debt Collectors) de Jesse V. Johnson : Sue
- 2021 : Hell Hath No Fury de Jesse V. Johnson : Major Maitland
- 2021 : Denard Anatomy of An Antihero (Borrowed Time II) d'Alan Delabie : Dr Cooper
- 2021 : Frankenstein de Costas Zapas : De Lacey
- 2021 : Christmas Down Under de lui-même et Paul O'Brien : Le père Noël
- 2021 : Antidote de Peter Daskaloff : Dr Aaron Hellenbach
- 2022 : Sally Floss: Digital Detective de James Cullen Bressack : Bill
- 2022 : Mémoire meurtrière (Memory) de Martin Campbell : Un homme
- 2022 : Borrowed Time III de David Worth et Alan Delabie : Dr Cooper
- 2022 : Blowback de Tibor Takács : Détective Cooper
- 2022 : Bring Him Back Dead de Mark Savage : Trent
- 2022 : Renegades de Daniel Zirilli : Goram
- 2022 : Battle for Saipan de Brandon Slagle : Major William Porter
- 2022 : As Good as Dead de R. Ellis Frazier : Piro
- 2023 : Mariage à la grecque 3 (My Big Fat Greek Wedding 3) : Nick Portokalos
- 2023 : Breakout de Brandon Slagle : Alex Baros
- 2023 : Adrenaline de Massimiliano Cerchi : John Slater
- 2023 : Crossfire de Yadhu Krishnan : Mark Patson
- 2023 : The Flood de Brandon Slagle : Rafe Calderon
- 2023 : 3 Days in Malay de lui-même : John Caputo
- 2023 : Holiday Boyfriend de Paul Collett : Blake
- 2024 : Hellhound de Joshua Dixon : Loreno
- 2024 : Skeletons in the Closet d'Asif Akbar : Santeros
- 2024 : Day Labor de R. Ellis Frazier : Sheriff Jason Paterson
- 2024 : Operation Blood Hunt de lui-même : Richter
- 2024 : Revival de Dario Germani : Rich

#### Courts métrages
- 1998 : My Brother Cicero de Tony Nittoli : Nicky
- 2003 : Rumble de Dahlia Wilde : Paul
- 2009 : Devil's Land de Jonathan Kutner et Val Tasso : Détective Pappas
- 2010 : Stained de Jesse Collver : Pasteur Phillip Wagner
- 2013 : Persephone de lui-même : Jack Aidoneus
- 2014 : Alone Together de Blake West : Henry Stratton
- 2014 : Elwood de lui-même : L'observateur

### Télévision

#### Séries télévisées
- 1990 : China Beach : Un homme
- 1992 - 1993 : Down the Shore : Aldo Carbone
- 1993 - 1994 : Une maman formidable (Grace Under Fire) : Carl
- 1995 : Get Smart : Georgio
- 1995 - 1996 : Can't Hurry Love : Roger Carlucci
- 1997 : Nash Bridges : Ray Goetz
- 1998 - 1999 : Le Flic de Shanghaï (Martial Law) : Louis Malone
- 2000 : Friends : Carl
- 2000 - 2001 : Sydney Fox, l'aventurière (Relic Hunter) : Derek Lloyd
- 2001 : Resurrection Blvd. : Jake Mornay
- 2002 : Charmed : Nathan Lang
- 2002 : Spy Girls : Leo Divornak
- 2003 : Les Anges du bonheur (Touched by an Angel) : Marty
- 2003 : My Big Fat Greek Life : Nick
- 2004 / 2009 : Les Experts : Miami (CSI: Miami) : Steve Riddick / Jimmy Burris
- 2009 : Leçons sur le mariage (Rules of Engagement) : Nick
- 2009 : Les Experts : Manhattan (CSI: NY) : Détective Christos Temmas
- 2010 : NCIS : Los Angeles : Lucas Maragos
- 2012 : Castle : Mr Kazoolie
- 2014 : Des jours et des vies (Days of our Lives) : Ortiz
- 2017 : Hand of God : Quintin Brode
- 2020 : Absentia : Un garde
- 2022 : The Offer : Mickey Cohen
- 2022 : The Pact : Rooster
- 2024 : Stripped : Louie

#### Téléfilms
- 1995 : The Set Up de Strathford Hamilton : Pauly
- 2011 : Le Sauveur d'Halloween (The Dog Who Saved Halloween) de Peter Sullivan : Kent
- 2016 : Broken Promises de Nadeem Soumah : Reese Sinclair
- 2017 : Quelqu'un me suit... (Deadly Delusion) de Nadeem Soumah : Robert Turner
- 2017 : L'Ombre de mon jumeau (The Twin) de Fred Olen Ray : Jake
- 2019 : Je t'aime à te tuer ! (I Almost Married a Serial Killer) de Nadeem Soumah : Rafael
- 2021 : Situation indélicate (Impropriety) de Nadeem Soumah : Doug Larson
- 2024 : Discovering Love de Kaila York : Zander Stephanopoulos

### Réalisateur
- 2009 : In the Eyes of a Killer
- 2013 : Persephone (court métrage)
- 2014 : Elwood (court métrage)
- 2014 : Then There Was
- 2018 : Blindsided
- 2021 : Christmas Down Under (co-réalisé avec Paul O'Brien)
- 2023 : 3 Days in Malay
- 2024 : Operation Blood Hunt

### Scénariste
- 1998 : My Brother Cicero de Tony Nittoli (court métrage)
- 2013 : Persephone (court métrage)
- 2014 : Elwood (court métrage)

### Producteur
- 1998 : My Brother Cicero de Tony Nittoli (court métrage)
- 2009 : In the Eyes of a Killer
- 2010 : The Cursed de Joel Bender
- 2010 : The Prometheus Project de Sean Tretta
- 2010 : Gerald de Marc Clebanoff
- 2013 : Persephone (court métrage)
- 2014 : Elwood (court métrage)
- 2014 : In 10 Easy Steps d'Artie Kalogeropoulos et Michael Schiavello
- 2016 : A Desert Sonata de Krystal White (court métrage)
- 2019 : The Mercenary de Jesse V. Johnson
- 2021 : Frankenstein de Costas Zapas
- 2022 : Blowback de Tibor Takács